# 王舆 (晋朝)
王輿（3世纪？—301年），西晋官员、武将。
王輿在西晋担任尚书左丞。300年四月，趙王司馬伦肃清皇后賈南風一派，专擅朝政。八月，淮南王司馬允计划誅殺司馬倫而起兵，率领亲兵和军帐下的兵卒七百人冲向宮殿，快到皇宫时，王輿紧闭掖門，司马允无法进去。司馬允敗死，王輿以功升任左衛将軍。
301年正月，司馬倫簒奪晉惠帝的皇位，派王輿、前军将军司马雅带领甲士进入宫殿，通告三部司马，向他们宣示威势与封赏，没有谁胆敢违抗。三月，齐王司马冏、成都王司馬穎、河間王司馬顒三王为誅殺司馬倫在地方起兵，洛陽城内百官、禁军諸将都想诛杀司马伦和孙秀，向天下謝罪，王輿也暗中寻找機会。
四月初七日，王輿和尚书广陵公司馬漼带领七百多兵士从南掖门进入皇宫，敕宫中士兵各守卫诸门，三部司马在里面为内应。王輿討伐孫秀，孫秀关闭中書省南門，兵士越墙而入，烧毁坏房屋。孫秀和許超、士猗一起出逃，王輿属下趙泉将他们斬杀。司馬倫之子司馬馥在孫秀家，王輿的将兵将他捉拿，囚在散騎省。
王舆在云龙门驻守，召集朝廷八座（六曹尚書和尚書令、尚書僕射）都进入殿中，让司马伦下诏书说：“朕被孙秀等人所誤，因此激怒三王。现在已诛杀孙秀。要迎接太上皇复位，朕则归田养老。”詔书发往各地，用驺虞幡命令将士解除武装。司馬倫手下文武百官全都逃走，甲士数千人至金墉城迎接惠帝。逆把司馬倫送到金墉城囚禁。司馬倫被赐死，王輿以司馬倫之党，立功績免罪。
六月，司馬冏入洛陽掌握朝政，司馬冏之兄東萊王司馬蕤凶暴酗酒，多次欺陵侮辱大司马司馬冏。王輿与司馬蕤密谋废黜司馬冏。八月，王舆密谋被发现，司馬蕤被废黜为庶人，王輿三族全被诛杀。